# كينيث شميت
كينيث شميت (بالألمانية: Kenneth Schmidt)‏ هو لاعب كرة قدم ألماني في مركز الدفاع، ولد في 3 يونيو 2002.